# 48 a. C.
El año 48 a. C. fue un año del calendario romano prejuliano. En la República romana, fue conocido como el año 706 Ab Urbe condita.

## Acontecimientos
- Julio César crea la Legio I Augusta y la Legio IIII Macedonica, para luchar contra Pompeyo.
- 12 de mayo: en la ciudad de Farsalia (Grecia), Julio César anota que ha visto en el cielo una «bola de fuego llameante».[1]
- 10 de julio: el militar romano Pompeyo derrota al ejército de Julio César, en la batalla de Dyrrhachium.
- 9 de agosto: en Tesalia (Grecia), el ejército de Julio César vence al de Pompeyo en la batalla de Farsalia. Antes de la batalla ven una «bola de fuego llameante».[1]
- 9 de noviembre: en Egipto, Julio César incendia accidentalmente una parte de la Biblioteca de Alejandría.
- Hispania Ulterior se queja de los abusos de su gobernador cesariano, Quinto Casio Longino.[2]
- En medio de un levantamiento popular contra el poder romano, un incendio destruye la biblioteca de Alejandría.[3]

## Fallecimientos
- 28 de septiembre: Cneo Pompeyo Magno, político y general romano.